# Liste der Stolpersteine in Rhauderfehn
Die Liste der Stolpersteine in Rhauderfehn enthält alle Stolpersteine, die im Rahmen des gleichnamigen Projekts von Gunter Demnig in Rhauderfehn verlegt wurden. Mit ihnen soll an Opfer des Nationalsozialismus erinnert werden, die in Rhauderfehn lebten und wirkten.

## Verlegte Stolpersteine
| Adresse                                        | Verlege- datum | Person, Inschrift | Bild                                                                        | Anmerkung |
| ---------------------------------------------- | -------------- | --- | --------------------------------------------------------------------------- | --------- |
| Untenende 74, Rhauderfehn ·                    | 9. Nov. 2011   | Hier wohnte Alfred Weinberg Jg. 1889 deportiert 1943 Theresienstadt ermordet in Auschwitz                                         | Rhauderfehn - Untenende - 74 - Stolpersteine Weinberg, Alfred 01 ies        |           |
| Untenende 74, Rhauderfehn ·                    | 9. Nov. 2011   | Hier wohnte Flora Weinberg geb. Grünberg Jg. 1886 deportiert 1943 Theresienstadt ermordet in Auschwitz                            | Rhauderfehn - Untenende - 74 - Stolpersteine Weinberg, Flora 01 ies         |           |
| Untenende 74, Rhauderfehn ·                    | 9. Nov. 2011   | Hier wohnte Diedrich Weinberg Jg. 1922 deportiert 1943 Auschwitz befreit / überlebt                                               | Rhauderfehn - Untenende - 74 - Stolpersteine Weinberg, Diedrich 01 ies      |           |
| Untenende 74, Rhauderfehn ·                    | 9. Nov. 2011   | Hier wohnte Friedel Weinberg Jg. 1923 deportiert 1943 Auschwitz befreit / überlebt                                                | Rhauderfehn - Untenende - 74 - Stolpersteine Weinberg, Friedel 01 ies       |           |
| Untenende 74, Rhauderfehn ·                    | 9. Nov. 2011   | Hier wohnte Albrecht Weinberg Jg. 1925 deportiert 1943 Auschwitz befreit / überlebt                                               | Rhauderfehn - Untenende - 74 - Stolpersteine Weinberg, Albrecht 01 ies      |           |
| Rhauderwieke 20, Ecke Neuer Weg, Rhauderfehn · | 9. Nov. 2011   | Hier wohnte Walter Nochum Cohen Jg. 1910 Flucht 1938 Holland interniert Westerbork deportiert 1942 Auschwitz ermordet 30.9.1942   | Rhauderfehn - Rhauderwieke - 20 - Stolpersteine Cohen, Walter Nochum 04 ies |           |
| Rhauderwieke 3, Rhauderfehn ·                  | 9. Nov. 2011   | Hier wohnte Hermann Gumpertz Jg. 1892 Flucht 1934 interniert Westerbork 1943 deportiert Sobibor erschossen am 30.11.1943 Dorohusk | Rhauderfehn - Rhauderwieke - 3 - Stolpersteine Gumpertz, Hermann 01 ies     |           |
| Rhauderwieke 3, Rhauderfehn ·                  | 9. Nov. 2011   | Hier wohnte Adele Gumpertz geb. Meyer Jg. 1897 Flucht 1934 interniert Westerbork 1943 deportiert Sobibor ermordet 14.5.1943       | Rhauderfehn - Rhauderwieke - 3 - Stolpersteine Gumpertz, Adele 01 ies       |           |
| Rhauderwieke 3, Rhauderfehn ·                  | 9. Nov. 2011   | Hier wohnte Helene Gumpertz Jg. 1920 Flucht 1934 interniert Westerbork 1942 deportiert Auschwitz ermordet 30.9.1942               | Rhauderfehn - Rhauderwieke - 3 - Stolpersteine Gumpertz, Helene 01 ies      |           |
| Rhauderwieke 3, Rhauderfehn ·                  | 9. Nov. 2011   | Hier wohnte Beate Gumpertz Jg. 1925 Flucht 1934 interniert Westerbork 1942 deportiert Auschwitz ermordet 30.9.1942                | Rhauderfehn - Rhauderwieke - 3 - Stolpersteine Gumpertz, Beate 01 ies       |           |